# Paying Him Out
Paying Him Out è un cortometraggio muto del 1915 diretto da W.P. Kellino.

## Trama
Una donna si fa sostituire dal fratello gemello per mettere a posto il marito manesco.

## Produzione
Il film fu prodotto dalla Cricks.

## Distribuzione
Distribuito dalla Davison Film Sales Agency (DFSA), il film - un cortometraggio di 236 metri - uscì nelle sale cinematografiche britanniche nel giugno 1915.